# Fred Armisen
Fereydun Robert Armisen, detto Fred (Hattiesburg, 4 dicembre 1966), è un comico e attore statunitense.
È noto soprattutto per essere un membro del cast del programma televisivo Saturday Night Live, nel quale propone imitazioni di personalità famose o personaggi di sua creazione, oltre che per aver preso parte a diversi film comici tra i quali EuroTrip, Anchorman e Poliziotti fuori - Due sbirri a piede libero. Dal 2011 al 2018 è stato autore e protagonista, assieme a Carrie Brownstein, della serie televisiva Portlandia, trasmessa sul canale IFC. Assieme a Bill Hader e Seth Meyers ha creato, scritto e interpretato nel telefilm-mockumentary Documentary Now!. Dal 2022 interpreta il personaggio dello Zio Fester nella serie televisiva Mercoledì, ispirata ai personaggi della Famiglia Addams creata da Charles Addams.

## Biografia
Armisen è nato ad Hattiesburg, nel Mississippi, il 4 dicembre 1966, figlio di Fereydun Armisen, un impiegato statunitense dell'IBM, nato in Germania da padre sudcoreano e da madre tedesca, e di Hildegardt Mirabal, un'insegnante venezuelana. Ancora bambino, si trasferisce con i genitori dapprima a New York, più precisamente a Manhattan, ed in seguito definitivamente a Valley Stream, su Long Island (nello stato di New York). A New York ha frequentato la School of Visual Arts, che in seguito ha abbandonato per intraprendere una carriera da batterista rock. Armisen ha affermato che da bambino guardava le band The Clash e Devo esibirsi in televisione, e che già allora desiderava diventare un artista.
Nel 1984 Armisen suonava la batteria in un gruppo musicale locale insieme ai suoi amici di scuola superiore, a New York, ma la band si è sciolta poco dopo. Armisen ha iniziato la sua carriera nel 1988, quando si è trasferito da New York a Chicago per suonare come batterista nella band punkock dei Trenchmouth. Negli anni novanta ha suonato la batteria in background con i Blue Man Group a Chicago. Nel 2007 ha suonato come batterista in tre tracce dell'album Let's Stay Friends dei Les Savy Fav.
Mentre suonava nei Trenchmouth, Armisen si è interessato nella recitazione. In un'intervista del 2006 ha affermato: «Volevo andare in TV in qualche modo. Per qualche ragione, ho sempre pensato che sarebbe stato per via indiretta, non sapevo che sarebbe stato per la comicità e il Saturday Night Live. Volevo solo esibirmi in qualcosa che mi avrebbe portato lì».
Le successive esibizioni di Armisen nel mondo della televisione, come le apparizioni in stile Andy Kaufman al Late Night with Conan O'Brien, oppure il suo lavoro in Crank Yankers e Adult Swim, lo hanno portato ad avere, dal 2002, un ruolo principale nel cast del Saturday Night Live.
Tra le performance riconosciute di Armisen, c'è quella dell'episodio Sister City (Città gemellate), il quinto episodio della seconda stagione di Parks and Recreation, trasmesso dalla NBC negli Stati Uniti nel 2009, al quale partecipa assieme ad attori riconosciuti come Amy Poehler, Aubrey Plaza, JC Gonzalez, Aziz Ansari, Jim O'heir, tra gli altri.
Fred è Raúl Alejandro Bastilla Pedro de Veloso di Morana, dirigente del Dipartimento Parchi di Boraqua, Venezuela. Raul, assieme alla sua delegazione, va a Los Angeles, in visita alla città gemellata di Pawnee, dove incontra Leslie (Amy Poehler), Donna (Retta) e Tom (Aziz Ansari) del Dipartimento Parchi di Pawnee.
Nella serie di Cartoon Network The Looney Tunes Show, Armisen doppia Speedy Gonzales. Fred Armisen, insieme a Carrie Brownstein, appare anche nell'episodio de I Simpson The Day the Earth Stood Cool, nel quale i due "interpretano" i nuovi vicini dei Simpson, che incoraggiano tutti a essere fantastici come loro.
Nel mondo del cinema, Armisen ha ottenuto diversi ruoli secondari o minori in film commedia come EuroTrip, Anchorman - La leggenda di Ron Burgundy, Deuce Bigalow - Puttano in saldo, Conciati per le feste, The Promotion, The Rocker - Il batterista nudo, I Love Shopping e Poliziotti fuori - Due sbirri a piede libero.
Armisen ha co-ideato la serie televisiva Portlandia insieme alla già citata Carrie Brownstein. Assieme a quest'ultima è co-sceneggiatore e co-protagonista della serie, che viene trasmessa dal 21 gennaio 2011 sul canale IFC. Ha creato e scritto la serie falso-documentaristica Documentary Now!, in cui recita assieme a Bill Hader. È inoltre il leader della band e un commentatore fisso al Late Night with Seth Meyers.
Il 20 ottobre 2015, si esibisce con la band britannica Blur in uno dei loro più grandi successi, Parklife, in occasione del concerto allo stadio Hollywood Bowl di Los Angeles. La sua performance viene considerata "molto californiana". Per un breve periodo è andato in tour con Joanna Newsom in qualità di comico.
Nel 2022 compare nei panni dello Zio Fester in È triste che tu non mi conosca ancora ( If You Don't Woe Me By Now), settimo episodio della prima stagione della serie televisiva Mercoledì con protagonista Jenna Ortega nei panni di Mercoledì Addams, ideata da Alfred Gough, Miles Millar e Tim Burton e ispirata ai personaggi della famiglia Addams, creata da Charles Addams per le sue vignette sul periodico The New Yorker nel 1939. Fred Armisen tornerà nei panni dello Zio Fester anche nella seconda stagione della serie.

## Vita privata
È stato sposato con la cantante Sally Timms dei The Mekons dal 1998 al 2004. Nel 2009 ha sposato l'attrice Elisabeth Moss dal quale ha divorziato nel 2010. Dal 2014 fino ad aprile 2022 ha avuto una relazione con l'attrice Natasha Lyonne.
Armisen è un noto donnaiolo che si è dichiarato infedele con tutte e tre le sue donne: ha affermato di soffrire da dipendenza dal sesso e problemi di intimità, ammettendo di aver sposato la Moss poiché lo affascinava la fantasia di stare con un'attrice di Mad Men e la Timms per il forte accento inglese. Ha inoltre affermato di riuscire ad avere intimità solo con persone che considera amiche e con cui non ha intenzioni sessuali.

## Filmografia

### Attore
- Guide to Music and South by Southwest, regia di Fred Armisen - cortometraggio (1998)
- Il sogno di Calvin (Like Mike), regia di John Schultz (2002)
- Melvin Goes to Dinner, regia di Bob Odenkirk (2003)
- The Frank International Film Festival, regia di Bob Odenkirk - cortometraggio direct-to-video (2003)
- EuroTrip, regia di Jeff Schaffer (2004)
- Anchorman - La leggenda di Ron Burgundy (Anchorman: The Legend of Ron Burgundy), regia di Adam McKay (2004)
- Wake Up, Ron Burgundy: The Lost Movie, regia di Adam McKay (2004) – direct-to-video
- Deuce Bigalow - Puttano in saldo (Deuce Bigalow: European Gigolo), regia di Mike Bigelow (2005) - non accreditato
- Kiss Me Again, regia di William Tyler Smith (2006)
- Griffin & Phoenix, regia di Ed Stone (2006) - non accreditato
- Tenacious D e il destino del rock (Tenacious D in The Pick of Destiny), regia di Liam Lynch (2006)
- Conciati per le feste (Deck the Halls), regia di John Whitesell (2006)
- Fast Track, regia di Jesse Peretz (2006)
- Una carriera a tutti i costi (The Promotion), regia di Steve Conrad (2008)
- Baby Mama, regia di Michael McCullers (2008)
- Christmas on Mars, regia di Wayne Coyne, Bradley Beesley e George Salisbury (2008)
- The Rocker - Il batterista nudo (The Rocker), regia di Peter Cattaneo (2008)
- Bang Blow & Stroke, regia di Brian Spitz - cortometraggio direct-to-video (2008)
- I Love Shopping (Confessions of a Shopaholic), regia di P. J. Hogan (2009)
- Laureata... e adesso? (Post Grad), regia di Vicky Jenson (2009)
- Poliziotti fuori - Due sbirri a piede libero (Cop Out), regia di Kevin Smith (2010)
- Presidential Reunion, regia di Ron Howard e Jake Szymanski - cortometraggio (2010)
- Cani & gatti - La vendetta di Kitty (Cats & Dogs: The Revenge of Kitty Galore), regia di Brad Peyton (2010)
- Easy Girl (Easy A), regia di Will Gluck (2010)
- Il dittatore (The Dictator), regia di Larry Charles (2012)
- Vampire Weekend: Unstaged, regia di Steve Buscemi e Alex Colletti - cortometraggio direct-to-video (2013)
- The Sexiest Elbows in Rock Music, regia di Rod Blackhurst - cortometraggio (2014)
- Fred Armisen Joins the Flaming Lips, regia di Andrew Bush - cortometraggio (2014)
- Every Morning, regia di Danny Jelinek - cortometraggio (2014)
- Addicted to Fresno, regia di Jamie Babbit (2015)
- George and the Vacuum, regia di Chadd Harbold - cortometraggio (2015)
- Estate a Staten Island (Staten Island Summer), regia di Rhys Thomas (2015)
- Zoolander 2, regia di Ben Stiller (2016)
- Ordinary World, regia di Lee Kirk (2016)
- Resurgence: Its Early Albuquerque - direct-to-video (2016)
- The Little Hours, regia di Jeff Baena (2017)
- L'autostrada (Take the 10), regia di Chester Tam (2017)
- Band Aid, regia di Zoe Lister-Jones (2017)
- La battaglia dei sessi (Battle of the Sexes), regia di Jonathan Dayton e Valerie Faris (2017)
- Cabiria, Charity, Chastity, regia di Natasha Lyonne - direct-to-video (2017)
- Game Over, Man!, regia di Kyle Newacheck (2018) - Fred Armisen
- Adams, regia di Tom Stern - cortometraggio (2019)
- Jay e Silent Bob - Ritorno a Hollywood (Jay and Silent Bob Reboot), regia di Kevin Smith (2019)
- All Together Now, regia di Brett Haley (2020)
- How It Ends, regia di Zoe Lister-Jones e Daryl Wein (2021)
- Too Late, regia di D.W. Thomas (2021)
- Spin Me Round - Fammi girare (Spin Me Round), regia di Jeff Baena (2022)
- Nella bolla (The Bubble), regia di Judd Apatow (2022)
- Clerks III, regia di Kevin Smith (2022)
- Unfrosted - Storia di uno snack americano (Unfrosted), regia di Jerry Seinfeld (2024)

## Trasmissioni televisive
- Saturday Night Live - comedy show, 238 episodi (2002-2023)
- The At-Home Variety Show featuring Seth MacFarlane - talk-show (2020) - autore

## Radio
- DC Batman: The Audio Adventures - serie di podcast, episodi 1x01-1x09-1x10 (2021)
- Black Friday - serie di podcast, 8 episodi (2021-2022)
- Lem Can Help - serie di podcast, episodi sconosciuti (2022)
- Jello Biafra's Renegade Roundtable - serie di podcast, episodi sconosciuti (2022)
- Table Read Podcast - serie di podcast, episodio 1x06 (2023)

## Discografia

### Album in studio
- 2018 - Standup for Drummers
- 2024 - Senses Working Overtime with David Cross #15, “Fred Armisen” (con David Cross)

### Colonne sonore
- 2024 - Thelma the Unicorn (Original Soundtrack From the Netflix Film "Thelma the Unicorn") (con Jemaine Clement, Brittany Howard e John Powell)

### EP
- 2017 - The Dirty Dishes EP (Original Songs from the Motion Picture "Band Aid") (con Zoe Lister-Jones e Adam Pally)

### Singoli
- 2012 - Portlandia (con Carrie Brownstein)
- 2016 - KFC Nashville Hot Record
- 2019 - Brick by Brick (con Tim Heidecker e Daniel Cupps)
- 2021 - Parade Meeting
- 2023 - (Don't Fear) The Reaper (con Marnie Stern)

## Riconoscimenti (parziale)
- Grammy Award

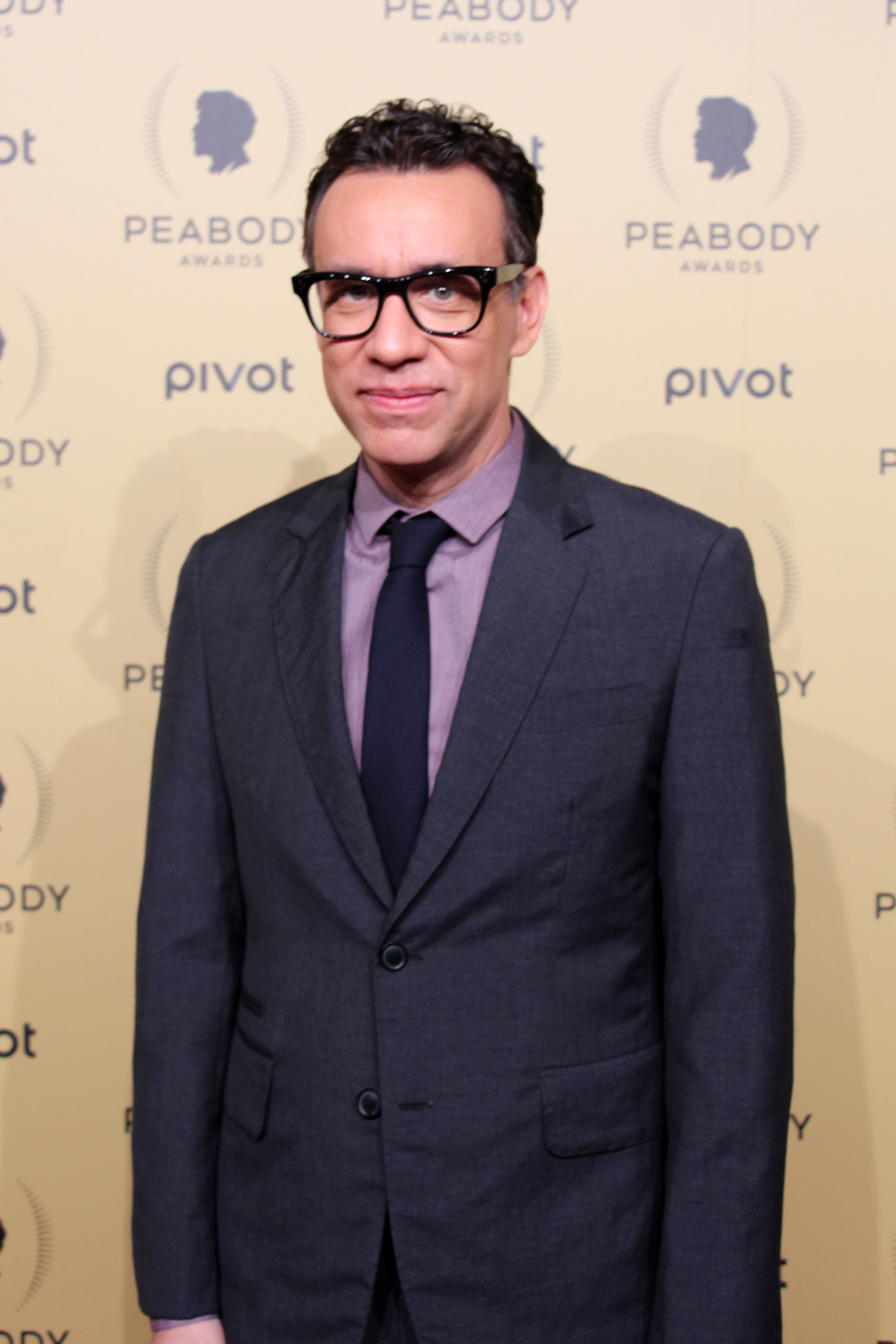
Fred Armisen ai Peabody Awards del 2015

  - 2019 - Candidatura al miglior album commedia per Standup for Drummers

## Doppiatori italiani
Nelle versioni in italiano delle opere in cui ha recitato, Fred Armisen è stato doppiato da:
- Oreste Baldini in Cani & gatti - La vendetta di Kitty, Jay e Silent Bob - Ritorno a Hollywood, Unstable
- Franco Mannella in Poliziotti fuori - Due sbirri a piede libero, Moonbase 8, Miracle Workers: Dark Ages, Nella bolla
- Marco Baroni in Baby Mama
- Mauro Magliozzi in The Rocker - Il batterista nudo
- Angelo Maggi in I Love Shopping
- Vittorio De Angelis in Easy Girl
- Pasquale Anselmo in Il dittatore
- Luigi Ferraro in Modern Family, All Together Now
- Emiliano Reggente in Zoolander 2
- Dario Follis in Game Over, Man!
- Luigi Rosa in Forever
- Riccardo Scarafoni in New Girl
- Gianluca Solombrino in Estate a Staten Island
- Stefano Onofri in Band Aid
- Roberto Stocchi in Mercoledì
- Massimo De Ambrosis in Super Pumped
- Patrizio Prata in The Last Man on Earth
- Gianluca Machelli in Fallout

Da doppiatore è sostituito da:
- Marco Guadagno in I Puffi, I Puffi - A Christmas Carol, I Puffi - La leggenda di Puffy Hollow, I Puffi 2
- Gabriele Patriarca in The Looney Tunes Show, Looney Tunes: Due conigli nel mirino
- Pasquale Anselmo in Archer
- Francesco De Francesco in LEGO Ninjago - Il film
- Gabriele Sabatini in Big Mouth
- Marco Baroni in Big Mouth
- Fabio Gervasi in Big Mouth
- Simone Crisari in Big Mouth
- Ivan Andreani in Son of Zorn
- Gianluca Solombrino in Lunga vita ai reali
- Nanni Baldini in Robot Chicken
- Simone Marzola in Final Space
- Paolo Buglioni in Super Mario Bros. - Il film
- Davide Perino in I Mitchell contro le macchine
- Andrea De Nisco in Ugly Americans